# Stanfield (Oregón)
Stanfield es una ciudad ubicada en el condado de Umatilla, Oregón, Estados Unidos. Tiene una población estimada, a mediados de 2021, de 2153 habitantes.

## Geografía
La localidad está ubicada en las coordenadas 45°46′56″N 119°12′58″O / 45.78222, -119.21611 (45.782259, -119.21613).

## Demografía

### Censo de 2020
Según el censo de 2020, en ese momento la localidad tenía 2144 habitantes. La densidad de población era de 479.64 hab./km². El 61.8% de los habitantes eran blancos, el 0.3% eran afroamericanos, el 0.4% eran asiáticos, el 1.1% eran amerindios, el 0.2% eran isleños del Pacífico, el 17.3% eran de otras razas y el 18.9% eran de una mezcla de razas. Del total de la población, el 36.7% eran hispanos o latinos de cualquier raza.

### Censo de 2000
Según la Oficina del Censo, en 2000 los ingresos medios de los hogares de la localidad eran de $35,286 y los ingresos medios de las familias eran de $38,145. Los hombres tenían ingresos medios por $28,578 frente a los $18,841 que percibían las mujeres. Los ingresos per cápita para la localidad eran de $12,842. Alrededor del 14.2% de la población estaba por debajo del umbral de pobreza.